# Stanisław Arczyński
Stanisław Jan Arczyński (ur. 24 czerwca 1895 w Luboszewach, pow. Brzeziny, zm. 3 stycznia 1958 w Londynie) – pułkownik saperów Wojska Polskiego, kawaler Orderu Virtuti Militari.

## Życiorys
Stanisław Jan Arczyński urodził się 24 czerwca 1895 w Luboszewach, w rodzinie Mirosława i Jadwigi z Szelągowskich. W latach 1907–1914 uczęszczał do Gimnazjum Mariana Rychłowskiego w Warszawie, które ukończył z wyróżnieniem (cum eximia laude). Po wybuchu I wojny światowej wstąpił w 1915 do Aleksandrowskiej Szkoły Inżynierii w Kijowie. Od 1916 do grudnia 1917 służył jako oficer w rosyjskim 4 batalionie saperów. Następnie wstąpił do I Korpusu Polskiego w Rosji, w którym służył w 1 baonie pontonowym. Uczestniczył wówczas w walkach z bolszewikami. Po rozwiązaniu Korpusu był członkiem Polskiej Organizacji Wojskowej i należał do organizacji „Zarzewie”.
W listopadzie 1918 wstąpił do odrodzonego Wojska Polskiego. Początkowo został dowódcą plutonu, a potem kompanii pontonowej w 1 pułku inżynieryjnym. W 1919 brał udział w walkach o Lwów i Małopolskę Wschodnią jako dowódca grupy pontonowej w 3 Dywizji Piechoty Legionów. Następnie wraz ze swoim pododdziałem został przerzucony na północno-wschodni odcinek frontu, gdzie wyróżnił się szybkim wybudowaniem mostów na Świsłoczy i Niemnie, za co po wojnie odznaczono go Krzyżem Srebrnym Orderu Virtuti Militari.
Po zakończeniu działań wojennych przeszedł w 1921 kurs uzupełniający oficerów sztabu. Od 1922 do 1925 był dowódcą III batalionu w 2 pułku saperów Kaniowskich, a następnie do 1927 zastępcą dowódcy tegoż pułku. W latach 1927–1929 dowodził batalionem szkolnym saperów w Modlinie. W 1929 ukończył kurs dla oficerów sztabu saperów w Wyższej Szkole Wojennej w Warszawie. Do 5 grudnia 1934 był szefem saperów przy II wiceministrze spraw wojskowych. Otrzymał wówczas podziękowanie od I wiceministra spraw wojskowych gen. bryg. Tadeusza Kasprzyckiego za podniesienie poziomu wyszkolenia wojsk saperskich i sprawne kierowanie nimi podczas powodzi oraz odbudowę mostów, dróg i regulację rzek. Ze względu na swoje zasługi został mianowany komendantem Szkoły Podchorążych Saperów, a w 1936 został komendantem Wyższej Szkoły Inżynierii w Warszawie. Funkcję tę sprawował do wybuchu wojny obronnej 1939.
Po klęsce wrześniowej przedostał się do Francji, gdzie został komendantem polskiego Centrum Wyszkolenia Saperów przy francuskim 6 pułku saperów w Angres. Po upadku Francji ewakuował się do Wielkiej Brytanii. Był dowódcą saperów w sztabie Najwyższego Wodza. Po zakończeniu wojny i demobilizacji osiedlił się w Anglii. Zmarł 3 stycznia 1959 w Londynie.

## Opinie
- Charakter twardy. Umie zaparcie dążyć do celu. Umie rozkazywać i wymusić posłuszeństwo. Jako saper taktycznie przygotowany na dcę saperów armii. Technicznie b.dobry. Jako Komendant Wojskowej Szkoły Inżynieryjnej b.dobry. Nadaje się na dowódcę grupy saperów. W czasie wojny na dowódcę saperów armii. Wyróżnia się jako dowódca. Byłoby bardzo dobrze, żeby mógł ukończyć Centrum Wyższych Studiów Wojskowych co by rozwinęło i ugruntowało jego przygotowanie do współpracy ze sztabami wyższych dowództw i jego zdolności dowódcy. /13 września 1937r. / /-/ gen. Dąbkowski.
- Doskonały dowódca o silnym charakterze i spokojnym usposobieniu. Nadaje się również dobrze do pracy w sztabach. Na obecnym stanowisku b.dobry. Nadaje się na dowódcę grupy saperów i dowódcę saperów armii. 14 grudnia 1938/. /-/ gen. Dąbkowski.

## Awanse
- kapitan – zweryfikowany ze starszeństwem z dniem 1 czerwca 1919[5]
- major – ze starszeństwem z dniem 1 lipca 1923[6]
- podpułkownik – ze starszeństwem z dniem 1 stycznia 1931
- pułkownik – ze starszeństwem z dniem 19 marca 1937[7]

## Ordery i odznaczenia
- Krzyż Srebrny Orderu Wojskowego Virtuti Militari (1921)[8]
- Krzyż Niepodległości (15 czerwca 1932)[9][10]
- Krzyż Kawalerski Orderu Odrodzenia Polski (11 listopada 1936)[11][12]
- Krzyż Walecznych
- Złoty Krzyż Zasługi (10 listopada 1928)[13][14]
- Medal Pamiątkowy za Wojnę 1918–1921
- Medal Dziesięciolecia Odzyskanej Niepodległości

- Medal 10 Rocznicy Wojny Niepodległościowej (Łotwa, zezwolenie 1929)[15]